# Noccaea limosellifolia
Noccaea limosellifolia är en korsblommig växtart som först beskrevs av Georges François Reuter och Émile Burnat, och fick sitt nu gällande namn av Friedrich Karl Meyer. Noccaea limosellifolia ingår i släktet backskärvfrön, och familjen korsblommiga växter. Inga underarter finns listade i Catalogue of Life.